# CAT entertainment
CAT entertainment株式会社（キャットエンターテインメント、英: CAT entertainment.Inc）は、日本の音楽プロダクション。

## 略歴
2020年4月に大嶋文博が代表取締役を務めるTaWaRaとF.M.Fのアーティストマネジメント部門が独立・合併し設立。
7月に大嶋の公式Twitterアカウントにて詳細が発表された。

## 所属者
- 以下に記載されている所属者は、CAT entertainmentの公式サイトに準ずる。

| アーティスト名            | 読み              | 所属期間 | 備考 |
| ------------------------- | ----------------- | -------- | --- |
| 亜咲花                    | あさか            | 2022年 - | |
| Astrow                    | アストロー        | 2021年 - | 音楽ユニット。 |
| 安月名莉子                | あづな りこ       | 2023年 - | シンガーソングライター。クリエイター（作詞家・作曲家）としてはF.M.F所属。                                                                                   |
| えなこ                    | えなこ            | 2020年 - | コスプレイヤー、タレント、歌手。業務提携で所属。 |
| 大石昌良/オーイシマサヨシ | おおいし まさよし | 2020年 - | シンガーソングライター、作詞家・作曲家。Sound Scheduleのギターボーカル。オーイシマサヨシ名義では、アニメソング歌手、Tom-H@ckとのユニットOxTのボーカリスト。 |
| OxT                       | オクト            | 2020年 - | オーイシマサヨシとTom-H@ckによるデジタルロックユニット。 |
| KIHOW                     | キホウ            | 2020年 - | Tom-H@ckとのユニットMYTH & ROIDのボーカリスト。 |
| 草野華余子                | くさの かよこ     | 2020年 - | 女性シンガーソングライター。作曲家としてはソニー・ミュージックパブリッシングに所属。                                                                        |
| ZAQ                       | ザック            | 2023年 - | シンガーソングライター。クリエイター（作詞家・作曲家・編曲家）としてはF.M.F所属。                                                                           |
| 鈴木このみ                | すずき このみ     | 2022年 - | 歌手。業務提携で所属。 |
| TRUE                      | トゥルー          | 2024年 - | シンガーソングライター。クリエイター（作詞家）としてはF.M.F所属。                                                                                           |
| Tom-H@ck                  | トムハック        | 2020年 - | アニメソング作曲家。株式会社TaWaRaとCAT entertainmentの代表取締役。オーイシマサヨシとのユニットOxTとKIHOWとのユニットMYTH & ROIDのメンバー。                |
| Varizo Chang              | バリゾウ チャン   | 2020年 - | KIHOWの画家活動名義。 |
| MYTH & ROID               | ミスアンドロイド  | 2020年 - | Tom-H@ckとKIHOWによるユニット。 |